# キース・カーロック
キース・カーロック（Keith Carlock、1971年11月29日 - ）は、TOTO、ウェイン・クランツ、スティーリー・ダン、ジェームス・テイラー、ドナルド・フェイゲン、ウォルター・ベッカー、タル・ウィルケンフェルド、ジョン・メイヤー、スティング、クリス・ボッティとドラムを演奏してきたアメリカのミュージシャン。『Modern Drummer』誌の2009年の読者投票で、彼はベスト・ポップ、フュージョン、オールアラウンド・ドラマーに選ばれた。ミシシッピ音楽家の殿堂のメンバーである。
カーロックはミシシッピ州クリントンで生まれ、北テキサス大学に通った。
2009年10月、『The Big Picture: Phrasing, Improvisation, Style, and Technique』という教則DVDをリリースした。
カーロックは1990年代後半にスティーリー・ダンと出会い、演奏を始め、2000年にリリースされた彼らのアルバム『トゥー・アゲインスト・ネイチャー』に参加し、その後、2003年にリリースされた『エヴリシング・マスト・ゴー』にも参加した。カーロックは2003年からツアーにも参加しており、2017年にウォルター・ベッカーが亡くなった後もツアーを続けている。2014年1月、カーロックは長年のドラマーを務めたサイモン・フィリップスに代わってTOTOに加入した。アルバム『TOTO XIV〜聖剣の絆〜』のすべてのトラックで演奏し、2014年4月から5月にかけてツアーを行った。
カーロックは、グレッチ・ドラム、エヴァンス・ドラムヘッド、ジルジャン・シンバル、ヴィック・ファース・ドラムスティックを使用している。